# 1980-as Dakar-rali

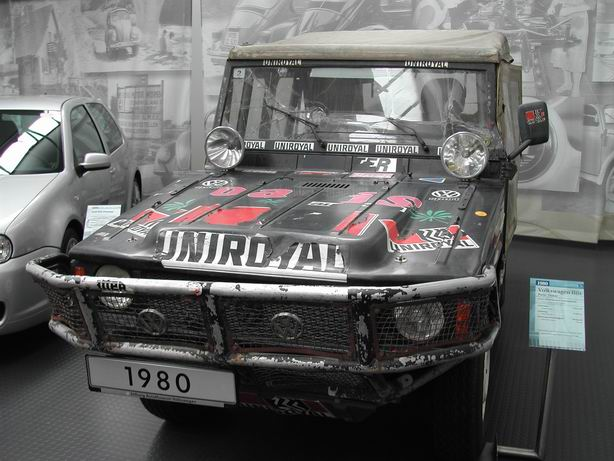
Freddy Kottulinsky győztes Volkswagenje

Az 1980-as Dakar-rali 1980. január 1-jén rajtolt Párizsból, és január 23-án ért véget Dakar városában. A 2. alkalommal megrendezett versenyen 90 motoros, 116 autós, és 10 kamionos egység vett részt.

## Útvonal
| #   | Dátum       | Honnan              | Hová                | Össztáv (km)    |
| --- | ----------- | ------------------- | ------------------- | --------------- |
| 1.  | január 1.   | Párizs              | Olivet              |                 |
| 2.  | január 2.   | Olivet              | Marseille           |                 |
| –   | január 3–5. | Utazás Afrikába     | Utazás Afrikába     | Utazás Afrikába |
| 3.  | január 6.   | Algír               | In Salah            | 957             |
| 4.  | január 7.   | In Salah            | Reggane             | 270             |
| 5.  | január 8.   | Reggane             | Bordj Badji Mokhtar | 630             |
| 6.  | január 9.   | Bordj Badji Mokhtar | Gao                 | 675             |
| –   | január 10.  | Pihenőnap           | Pihenőnap           | Pihenőnap       |
| 7.  | január 11.  | Gao                 | Mopti               | 595             |
| 8.  | január 12.  | Mopti               | Niono               |                 |
| 9.  | január 13.  | Niono               | Timbuktu            | 570             |
| 10. | január 14.  | Timbuktu            | Gao                 | 424             |
| 11. | január 15.  | Gao                 | Bobo-Dioulasso      | 1 300           |
| 12. | január 16.  | Bobo-Dioulasso      | Kolokani            | 120             |
| –   | január 17.  | Pihenőnap           | Pihenőnap           | Pihenőnap       |
| 13. | január 18.  | Kolokani            | Nioro du Sahel      | 280             |
| 14. | január 19.  | Nioro du Sahel      | Kayes               | 247             |
| 15. | január 20.  | Nioro du Sahel      | Bakel               | 68              |
| 16. | január 21.  | Bakel               | Linguère            | 370             |
| 17. | január 22.  | Linguère            | Lompoul             | 87              |
| 18. | január 23.  | Lompoul             | Dakar               | 120             |

## Végeredmény
A versenyt összesen 25 motoros, 49 autós és 7 kamionos fejezte be.

### Motorok
| #  | Versenyző              | Típus  |
| -- | ---------------------- | ------ |
| 1. | Cyril Neveu (FRA)      | Yamaha |
| 2. | Michel Merel (FRA)     | Yamaha |
| 3. | Jean Noel Pineau (FRA) | Yamaha |

### Autók
| #  | Versenyző / Navigátor                            | Típus      |
| -- | ------------------------------------------------ | ---------- |
| 1. | Freddy Kottulinsky (SWE) · Gerd Löffelmann (GER) | Volkswagen |
| 2. | Patrick Zaniroli (FRA) · Philippe Colesse (FRA)  | Volkswagen |
| 3. | Claude Marreau (FRA) · Bernard Marreau (FRA)     | Renault    |

### Kamionok
| #  | Versenyző/Navigátor                                | Típus    |
| -- | -------------------------------------------------- | -------- |
| 1. | Zohra Ataouat (ALG) · Boukrif (ALG) · Kaloua (ALG) | Sonacome |
| 2. | Bernard Heu (FRA) · Delobel (FRA) · Versino (FRA)  | MAN      |
| 3. | Bouzid (ALG) · Daid (ALG) · Mekhelef (ALG)         | Sonacome |

## Külső hivatkozások
- A Dakar-rali hivatalos honlapja (angolul) (franciául) (spanyolul)